# عبد الله الرفاعي (لاعب كرة قدم)
عبد الله إسماعيل محمد الرفاعي (مواليد 19 نوفمبر 1995، لاعب كرة قدم مصري يجيد اللعب في الدفاع يلعب كلاعب مقيم مع نادي خورفكان الإماراتي.
وقع مع نادي الوحدة في عام 2018 بعد الموافقة على مشاركة المقيمين في الدوري الإماراتي و أعير إلى نادي الظفرة ونادي خورفكان و انتقل بعدها إلى نادي البطائح و عاد بعدها إلى نادي خورفكان.

## روابط خارجية
- عبد الله الرفاعي على موقع Soccerway.com (الإنجليزية)